# Gańczorka
Der Gańczorka ist ein Berg in Polen. Mit einer Höhe von 909 m ist er einer der niedrigeren Berge im südlichen Rücken des Barania-Kamms in den Schlesischen Beskiden. Der Berg ist ein beliebtes Touristenziel mit vielen Ausblicken auf die benachbarten Gebirge und das Tiefland. Über den Gipfel verläuft die polnische Hauptwasserscheide zwischen ein Einzugsgebieten von Weichsel und Oder. An seinem Westhang entspringt die Olsa. Er gehört zu den Gemeindegebieten von Istebna und Milówka.

## Tourismus
- Am Gipfel führen mehrere markierte Wanderwege von Zwardoń und Wisła.